# Guillaucourt
Guillaucourt je francouzská obec v departementu Somme v regionu Hauts-de-France. V roce 2013 zde žilo 405 obyvatel.

## Poloha
Sousední obce jsou: Bayonvillers, Caix, Cayeux-en-Santerre, Harbonnières a Wiencourt-l'Équipée.

## Vývoj počtu obyvatel
Počet obyvatel